# ヴァルブルギス・フォン・リートベルク

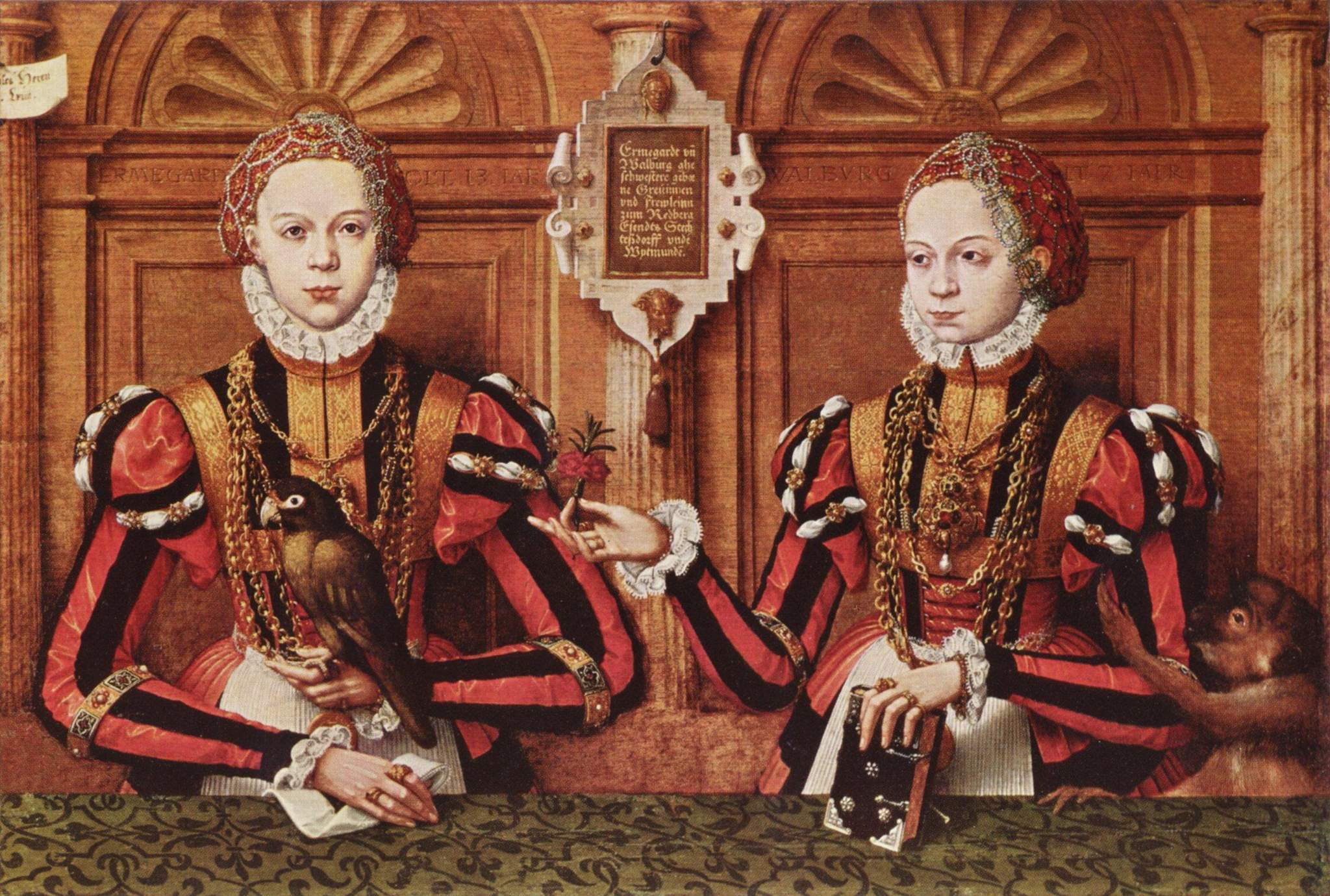
ヴァルブルギス（右）と姉のアルムガルト、ヘルマン・トム・リンク（Hermann tom Ring）による家族肖像画の一部

ヴァルブルギス・フォン・リートベルク（Walburgis von Rietberg, 1555/6年 リートベルク - 1586年5月26日 エーゼンス）は、ドイツ・ヴェストファーレン地方の小領邦の女子相続人。リートベルク女伯（1584年 - 1586年）。
リートベルク伯ヨハン2世とその妻アグネス・フォン・ベントハイム・ウント・シュタインフルトの間の次女として生まれた。1577年5月1日にオストフリースラント伯エンノ3世と婚約した。ヴァルブルギスが21歳頃だったのに対し、エンノ3世は7歳年下の14歳だった。結婚は1581年1月28日、エンノ3世が17歳の誕生日を迎えた後に行われた。1584年、姉のリッペ伯夫人アルムガルトの死により、リートベルク伯爵領を相続した。
第3子の長男（生後すぐに亡くなった）を出産後に肥立ちの悪かったヴァルブルギスは、1586年5月7日に廷臣たちを連れてヴィットムントに療養に出かけた。同月末にエーゼンスに戻ってまもなく、死去した。遺骸は同市内のマグヌス教会（Magnuskirche）に葬られた。彼女の死とともに、ヴェルル＝アルンスベルク家（Hause Werl-Arnsberg）のリートベルク伯爵系統は断絶した。
ヴァルブルギスの死因については、食事に供されたビールスープ（Biersuppe）に毒を盛られたためだとする噂が立った。この噂を元に、女伯毒殺の嫌疑を受けた3人の女性が拷問にかけられ、うち1人が苦し紛れに犯行を「自白」した。医師が女伯の死因は自然死だったと証明したにもかかわらず、3人の女性は町の市場で公開火刑に処せられた。

## 子女
夫エンノ3世との間に3人の子女をもうけた。
- ザビーナ・カタリーナ（1582年 - 1618年） - 1601年、叔父のオストフリースラント伯ヨハン3世と結婚
- アグネス（1584年 - 1616年） - 1603年、グンダカル・フォン・リヒテンシュタイン侯爵と結婚
- ヨハン・エッツァルト（1586年）